# Evremejset
Evremejset (fin. Äyrämöiset) je podgrupa Ingrijskih Finaca, govore finskim jezikom i žive u Sanktpeterburškoj oblasti, ranije su bili naseljeni i na finskoj strani Karelijske prevlake. Evremejseti su jedna od dve glavne podgrupe Ingrijskih Finaca, pored Savakota. Većina Evremejseta su luteranci. Ime im dolazi od naziva starog okruga Äyräpää (Evrepa) iz zapadnog dela Karelijske prevlake — bila je deo Švedskog kraljevstva posle 1323. godine. U ranijem periodu istorije postojalo je zemljoradničko božanstvo nazvano Äkräs (Egres), koji je bio zaštitinik graška, pasulja i konoplja, ali takođe i bog fertilnosti. Smatra se praocem svih Evremejseta.